# Mehrstetten
Mehrstetten település Németországban, azon belül Baden-Württembergben. Lakosainak száma 1507 fő (2023. december 31.).

## Népesség
A település népessége az elmúlt években az alábbi módon változott:
| Lakosok száma | 1036 | 1402 | 1424 | 1456 | 1483 | 1507 |
|               | 1975 | 2017 | 2019 | 2021 | 2022 | 2023 |